# Phyllodrepa koltzei
Phyllodrepa koltzei är en skalbaggsart som först beskrevs av Jaszay och Hlavac 2006.  Phyllodrepa koltzei ingår i släktet Phyllodrepa, och familjen kortvingar. Arten förekommer tillfälligt i Sverige, men reproducerar sig inte.